# 28 ربيع الآخر
- السبت
- الأحد
- الاثنين
- الثلاثاء
- الأربعاء
- الخميس
- الجمعة

- 2528 سبتمبر 2024
- 2629 سبتمبر 2024
- 2730 سبتمبر 2024
- 281 أكتوبر 2024
- 292 أكتوبر 2024
- 303 أكتوبر 2024
- 14 أكتوبر 2024
- 25 أكتوبر 2024
- 36 أكتوبر 2024
- 47 أكتوبر 2024
- 58 أكتوبر 2024
- 69 أكتوبر 2024
- 710 أكتوبر 2024
- 811 أكتوبر 2024
- 912 أكتوبر 2024
- 1013 أكتوبر 2024
- 1114 أكتوبر 2024
- 1215 أكتوبر 2024
- 1316 أكتوبر 2024
- 1417 أكتوبر 2024
- 1518 أكتوبر 2024
- 1619 أكتوبر 2024
- 1720 أكتوبر 2024
- 1821 أكتوبر 2024
- 1922 أكتوبر 2024
- 2023 أكتوبر 2024
- 2124 أكتوبر 2024
- 2225 أكتوبر 2024
- 2326 أكتوبر 2024
- 2427 أكتوبر 2024
- 2528 أكتوبر 2024
- 2629 أكتوبر 2024
- 2730 أكتوبر 2024
- 2831 أكتوبر 2024
- 291 نوفمبر 2024
- 302 نوفمبر 2024
- 13 نوفمبر 2024
- 24 نوفمبر 2024
- 35 نوفمبر 2024
- 46 نوفمبر 2024
- 57 نوفمبر 2024
- 68 نوفمبر 2024

28 ربيع الآخر أو 28 ربيع الثاني أو يوم 28 \ 4 (اليوم الثامن والعشرون من الشهر الرابع) هو اليوم السابع عشر بعد المائة (117) من أيَّام السنة (أو الثامن عشر بعد المائة لو كان شهر صفر مُتممًا لليوم الثلاثين) وفق التقويم الهجري القمري (العربي). يبقى بعده 237 أو 238 يومًا لانتهاء السنة.

## أحداث
- 1275 هـ - الإنجليز يخلعون «بابر شاه الثاني» آخر حكام «بني تيمور» في الهند عن عرشه وينفونه خارج البلاد.
- 1317 هـ - الجيش المصري يرفع الرايتين المصرية والبريطانية فوق قصر حاكم السودان.
- 1350 هـ - الإيطاليون يلقون القبض على المجاهد الليبي عمر المختار وهو مصاب ينزف دمًا.
- 1356 هـ - نشر تقرير لجنة بيل الذي أكد أن العرب واليهود لا يمكن أن يعيشوا معًا، وأوصت اللجنة بإنشاء ثلاث دول في فلسطين؛ دولة يهودية، وإقليم تحت الانتداب البريطاني، وجزء يتحد مع شرق الأردن ويصبح دولة عربية.
- 1371 هـ -
  - الإنجليز يقتحمون مدينة الإسماعيلية المصرية، ورجال الشرطة المصرية يرفضون تسليم أسلحتهم، وأدى ذلك إلى وقوع معركة بالإسماعيلية قتل فيها 50 جندي مصري وأصيب 80 آخرين وأسر الباقون.
  - احتراق القاهرة بتدبير من الاحتلال البريطاني في مصر، حيث التهمت النار نحو 700 محل وسينما وفندق في ميادين وسط المدينة وشوارعها.
- 1383 هـ - تأسيس ماليزيا من اتحاد الملايا وسنغافورة وبورنيو الشمالية البريطانية وسراوق.
- 1384 هـ - انعقاد مؤتمر الاسكندرية بقصر المنتزه بالإسكندرية، بحضور أربعة عشر قائداً عربياً. وصدر عن المؤتمر بيانا ختاميا تضمن مجموعة من القرارات والتوصيات المشتركة الهامة.
- 1394 هـ - انضمام جمهورية الصومال إلى جامعة الدول العربية.
- 1399 هـ - اجتماع طارئ لوزراء خارجية الدول العربية في بغداد وفيه تقرر مقاطعة مصر وتجميد عضويتها في جامعة الدول العربية وقطع الخطوط الجوية مع القاهرة وذلك احتجاجا على معاهدة السلام التي وقعها الرئيس المصري محمد أنور السادات مع إسرائيل.
- 1406 هـ - قوات من الجيش الإسرائيلي أو ما يسمى بحرس الحدود تقوم بفرض حظر التجول في منطقة المسجد الأقصى وتقدم على اعتقال أعداد من المصلين وحراس المسجد إثر تصديهم لأعضاء لجنة الداخلية التابعة للكنيست الإسرائيلي، وكانت هذه أول محاولة اعتداء رسمية على الأقصى.
- 1409 هـ - الزعيم الفلسطيني ياسر عرفات يعترف لأول مرة بحق إسرائيل في الوجود.
- 1419 هـ - الولايات المتحدة تقصف مصنعًا للأدوية في السودان بحجة أنه مصنع أسلحة كيميائية.
- 1411 هـ - السلطات العراقية في الكويت تفشل في إقناع الكويتيين بتغير بطاقاتهم المدنية الكويتية بهوية الأحوال المدنية العراقية وتقوم بتمديد مهلة إلغاء البطاقات الكويتية إلى بعد 15 يومًا.
- 1429 هـ - إضراب عام في مصر ضد الفساد، والاستجابة له محدودة.
- 1433 هـ - انقلاب عسكري في مالي يطيح بنظام الرئيس حامادو توماني توري، وتشكيل حكومة انتقالية برئاسة أمادو سانوغو.
- 1439 هـ - تفجيران انتحاريان في ساحة الطيران في بغداد يوديان بمقتل وإصابة أكثر من 100 شخص.

## مواليد
- 1340 هـ - عبد المنعم مدبولي، ممثل مصري.
- 1345 هـ - محمد الطوخي، ممثل مصري.
- 1366 هـ - الحسن بن طلال، ولي عهد الحسين بن طلال حتى عزله.
- 1373 هـ - عبد العزيز العنبري، لاعب كرة قدم كويتي.
- 1378 هـ - هدى رمزي، ممثلة مصرية.
- 1386 هـ - شكري الواعر، حارس مرمى كرة قدم تونسي.
- 1391 هـ - خداداد عزيزي، لاعب كرة قدم إيراني.
- 1408 هـ - كريم بن زيما، لاعب كرة قدم فرنسي.

## وفيات
- 588 هـ - أبو المرهف النميري، شاعر عباسي.
- 1390 هـ - عبد الحسين الأميني، مرجع شيعي.
- 1407 هـ - حسني سبح، رئيس مجمع اللغة العربية بدمشق، وأحد روّاد التعريب في سوريا.
- 1421 هـ - عبد الله بن علي الخليلي، شاعر عماني.
- 1427 هـ - عبد العزيز المنصور العرفج، مخرج كويتي.

## وصلات خارجية
- موقع قصة الإسلام: حدث في شهر ربيع الأوَّل.